# Lej Csün
Lei Csun (Xiantao, Hupej, 1969. december 16. –) kínai informatikus, a Xiaomi alapítója, és a Kingsoft elnöke. Mikor a Xiaomi 2018-ban tőzsdére ment, 4.72 milliárd dolláros bevételt hozott. A Bloomberg Billionaires Index szerint 27.4 milliárd dolláros vagyona van.
1992-ben csatlakozott a Kingsofthoz mint mérnök, majd a cég vezérigazgatója lett. 2007. december 20.-án egészségügyi okokra hivatkozva kilépett a vállalattól.
Ezután befektető lett, több cégbe is befektetett, például a Vancl.com-ba, a UCWeb-be és a YY közösségi oldalba. A Shunwei Capital befektetési cég egyik alapítója.
2000-ben alapította meg a Joyo.com internetes könyvesboltot, amelyet 2004-ben 75 millió dollárért eladott az Amazonnak.
2008-ban az UCWeb igazgatója lett.
2010-ben alapította meg a Xiaomi vállalatot.
Két gyereke van.